# 미스 몬트리올
미스 몬트리올(Miss Montreal, 1984년 9월 22일 ~ )은 네덜란드의 가수, 작곡가이다.